# Jornal do Commercio (Porto Alegre)
Jornal do Commercio foi um periódico editado na cidade brasileira de Porto Alegre, entre 1864 e 1911. 

## História
Fundado por Luís Francisco Cavalcanti de Albuquerque, tendo como redator-chefe Inácio de Vasconcelos Ferreira. O primeiro exemplar circulou em 1 de julho de 1863. Seguiu muito de perto a linha de seu homônimo carioca, tornando-se uma das publicações culturalmente mais importantes da província.
Foi sucessivamente propriedade de diversas pessoas e grupos: Antônio Cândido da Silva Job & Cia., Aquiles Porto Alegre, etc. Foi dirigido por nomes importantes do jornalismo gaúcho, como Carlos von Koseritz, Caldas Júnior e Aquiles Porto Alegre. Entre seus colaboradores destacam-se, entre outros, Zeferino Brasil, Apolinário Porto Alegre e Germano Hasslocher.
Na época da Revolução Federalista tornou-se o maior jornal do Rio Grande do Sul, com tiragem de 5000 exemplares e parque gráfico moderno, sob o comando de Aquiles Porto Alegre. Foi vendido por Aquiles em 1899, transformando-se jornal oficialista, sem opinião própria, ficou desacreditado perante o público, seu último exemplar circulou em 1 de novembro de 1911. 22 anos depois foi lançado o Jornal do Comércio, em circulação até os dias atuais.
Em fevereiro de 2020, Geraldo Hasse, escrevendo para o Jornal Já, criticou uma reportagem sobre lixões produzida pelo Jornal do Commercio, por não ter mostrado o problema do ponto de vista dos trabalhadores, mas somente dos empresários.